# Olympische Sommerspiele 2020/Teilnehmer (Portugal)
| Gelbes Symbol für Goldmedaillen mit stilisierten Olympischen Ringen | Graues Symbol für Silbermedaillen mit stilisierten Olympischen Ringen | Braundes Symbol für Bronzemedaillen mit stilisierten Olympischen Ringen |
| ------------------------------------------------------------------- | --------------------------------------------------------------------- | ----------------------------------------------------------------------- |
| 1                                                                   | 1                                                                     | 2                                                                       |

Portugal nahm an den Olympischen Spielen 2020 in Tokio mit 92 Sportlern in 17 Sportarten teil. Es war die insgesamt 25. Teilnahme an Olympischen Sommerspielen.

## Medaillengewinner

### Gold
| Name                 | Sportart       | Wettkampf  |
| -------------------- | -------------- | ---------- |
| Pedro Pablo Pichardo | Leichtathletik | Dreisprung |

### Silber
| Name            | Sportart       | Wettkampf  |
| --------------- | -------------- | ---------- |
| Patrícia Mamona | Leichtathletik | Dreisprung |

### Bronze
| Name             | Sportart  | Wettkampf          |
| ---------------- | --------- | ------------------ |
| Jorge Fonseca    | Judo      | Halbschwergewicht  |
| Fernando Pimenta | Kanusport | Einer-Kajak 1000 m |

## Teilnehmer nach Sportarten

### Handball
Die portugiesische Handballnationalmannschaft der Männer erreichte im Olympiaqualifikationsturnier vom 12. bis zum 14. März 2021 in Montpellier die Teilnahme an Olympia.
| Wettbewerb      | Männer (Spiele/Tore) |
| --------------- | --- |
| Athleten        | Pedro André Caseiro Portela (4/15) Gilberto Duarte (3/2) Victor Iturriza (3/4) João Ferraz (5/17) Miguel Martins (5/11) Rui Silva (5/15) Daymaro Salina (5/8) Humberto Gomes (5/0) Alexis Borges (5/14) Diogo Branquinho (5/12) António Areia (5/13) André Gomes (5/16) Gustavo Capdeville (5/0) Luís Frade (5/10) Fábio Magalhães (5/6) |
| Trainer         | Paulo Pereira |
| P-Akkreditierte | Manuel Gaspar Leonel Fernandes |
| Gruppenphase    | Ägypten (31:37) Bahrain (26:25) Schweden (28:29) Dänemark (28:34) Japan (30:31) |
| Viertelfinale   | ausgeschieden |
| Halbfinale      | ausgeschieden |
| Finale          | ausgeschieden |
| Platzierung     | 9. Platz |

### Judo
| Athleten         | Wettbewerb | 1. Runde          | 1. Runde | 2. Runde        | 2. Runde | Achtelfinale  | Achtelfinale  | Viertelfinale | Viertelfinale | Halbfinale / Trostrunde | Halbfinale / Trostrunde | Finale / Platz 3 | Finale / Platz 3 | Rang   |
| Athleten         | Wettbewerb | Gegner            | Ergebnis | Gegner          | Ergebnis | Gegner        | Ergebnis      | Gegner        | Ergebnis      | Gegner                  | Ergebnis                | Gegner           | Ergebnis         | Rang   |
| ---------------- | ---------- | ----------------- | -------- | --------------- | -------- | ------------- | ------------- | ------------- | ------------- | ----------------------- | ----------------------- | ---------------- | ---------------- | ------ |
| Frauen           |            |                   |          |                 |          |               |               |               |               |                         |                         |                  |                  |        |
| Catarina Costa   | bis 48 kg  | A. Gurbanli       | 1s1:0s2  | —               | —        | Li Y.         | 10:0s1        | D. Bilodid    | 0s1:10s1      | P. Pareto               | 1s2:0                   | Mönchbatyn U.    | 0:10             | 5      |
| Joana Ramos      | bis 52 kg  | A. Delgado        | 0s1:10s2 | —               | —        | ausgeschieden | ausgeschieden | ausgeschieden | ausgeschieden | ausgeschieden           | ausgeschieden           | ausgeschieden    | ausgeschieden    | 17     |
| Telma Monteiro   | bis 57 kg  | Z. A. Dabonne     | 10:0s1   | —               | —        | J. Kowalczyk  | 0s3:10s1      | ausgeschieden | ausgeschieden | ausgeschieden           | ausgeschieden           | ausgeschieden    | ausgeschieden    | 9      |
| Barbara Timo     | bis 70 kg  | E. Drysdale Daley | 10:0s3   | —               | —        | B. Matić      | 0s1:10        | ausgeschieden | ausgeschieden | ausgeschieden           | ausgeschieden           | ausgeschieden    | ausgeschieden    | 9      |
| Patrícia Sampaio | bis 78 kg  | K. León           | 10:0     | —               | —        | A.-M. Wagner  | 0:10          | ausgeschieden | ausgeschieden | ausgeschieden           | ausgeschieden           | ausgeschieden    | ausgeschieden    | 9      |
| Rochele Nunes    | über 78 kg | M. Mojica         | 1s1:0s2  | —               | —        | I. Ortíz      | 0s2:1s2       | ausgeschieden | ausgeschieden | ausgeschieden           | ausgeschieden           | ausgeschieden    | ausgeschieden    | 9      |
| Männer           |            |                   |          |                 |          |               |               |               |               |                         |                         |                  |                  |        |
| Anri Egutidze    | bis 81 kg  | Freilos           | Freilos  | S. Borchashvili | 0s1:1s1  | ausgeschieden | ausgeschieden | ausgeschieden | ausgeschieden | ausgeschieden           | ausgeschieden           | ausgeschieden    | ausgeschieden    | 17     |
| Jorge Fonseca    | bis 100 kg | Freilos           | Freilos  | —               | —        | T. Nikiforov  | 10:0          | N. Iljassow   | 1s2:0s2       | Cho G.-h.               | 0:1s2                   | S. El Nahas      | 1s2:0            | Bronze |

### Kanu

#### Kanurennsport
| Athleten                                                 | Wettbewerb | Vorlauf      | Vorlauf | Viertelfinale | Viertelfinale | Halbfinale    | Halbfinale    | Finale A/B    | Finale A/B    | Rang          |
| Athleten                                                 | Wettbewerb | Zeit         | Rang    | Zeit          | Rang          | Zeit          | Rang          | Zeit          | Rang          | Rang          |
| -------------------------------------------------------- | ---------- | ------------ | ------- | ------------- | ------------- | ------------- | ------------- | ------------- | ------------- | ------------- |
| Frauen                                                   |            |              |         |               |               |               |               |               |               |               |
| Teresa Portela                                           | K-1 200 m  | 42,050 s     | 2       | —             | —             | 39,301 s      | 6             | 39,562 s      | 10            | 10            |
| Joana Vasconcelos                                        | K-1 200 m  | 43,059 s     | 5       | 43,379 s      | 4             | ausgeschieden | ausgeschieden | ausgeschieden | ausgeschieden | ausgeschieden |
| Teresa Portela                                           | K-1 500 m  | 1:48,727 min | 2       | —             | —             | 1:52,557 min  | 2             | 1:55,814 min  | 7             | 7             |
| Joana Vasconcelos                                        | K-1 500 m  | 1:57,513 min | 5       | 1:56,622 min  | 6             | ausgeschieden | ausgeschieden | ausgeschieden | ausgeschieden | ausgeschieden |
| Männer                                                   |            |              |         |               |               |               |               |               |               |               |
| Fernando Pimenta                                         | K-1 1000 m | 3:40,323 min | 1       | —             | —             | 3:22,942 min  | 1             | 3:22,478 min  | 3             | Bronze        |
| Messias Baptista João Ribeiro Emanuel Silva David Varela | K-4 500 m  | 1:25,515 min | 5       | 1:24,325 min  | 4             | 1:25,268 min  | 4             | 1:25,324 min  | 8             | 8             |

#### Kanuslalom
| Athleten       | Wettbewerb | Vorlauf | Vorlauf | Halbfinale | Halbfinale | Finale        | Finale        | Rang |
| Athleten       | Wettbewerb | Zeit    | Rang    | Zeit       | Rang       | Zeit          | Rang          | Rang |
| -------------- | ---------- | ------- | ------- | ---------- | ---------- | ------------- | ------------- | ---- |
| Männer         |            |         |         |            |            |               |               |      |
| Antoine Launay | K-1        | 93,50 s | 12      | 98,88 s    | 11         | ausgeschieden | ausgeschieden | 11   |

### Leichtathletik
Laufen und Gehen 
| Athleten           | Wettbewerb  | Runde 1     | Runde 1 | Halbfinale    | Halbfinale    | Finale        | Finale        | Rang          |
| Athleten           | Wettbewerb  | Zeit        | Rang    | Zeit          | Rang          | Zeit          | Rang          | Rang          |
| ------------------ | ----------- | ----------- | ------- | ------------- | ------------- | ------------- | ------------- | ------------- |
| Frauen             |             |             |         |               |               |               |               |               |
| Lorène Bazolo      | 100 m       | 11,31 s     | 4       | ausgeschieden | ausgeschieden | ausgeschieden | ausgeschieden | ausgeschieden |
| Lorene Bazolo      | 200 m       | 23,21 s     | 2       | 23,20 s       | 7             | ausgeschieden | ausgeschieden | ausgeschieden |
| Cátia Azevedo      | 400 m       | 51,26 s     | 3       | 51,32 s       | 7             | ausgeschieden | ausgeschieden | ausgeschieden |
| Salomé Afonso      | 1500 m      | 4:10,80 min | 13      | ausgeschieden | ausgeschieden | ausgeschieden | ausgeschieden | ausgeschieden |
| Marta Pen          | 1500 m      | 4:07,33 min | 10      | 4:04,15 min   | 10            | ausgeschieden | ausgeschieden | ausgeschieden |
| Sara Moreira       | Marathon    | —           | —       | —             | —             | DNF           | DNF           | DNF           |
| Catarina Ribeiro   | Marathon    | —           | —       | —             | —             | 2:55:01 h     | 70            | 70            |
| Carla Salomé Rocha | Marathon    | —           | —       | —             | —             | 2:34:52 h     | 30            | 30            |
| Ana Cabecinha      | 20 km Gehen | —           | —       | —             | —             | 1:34:08 h     | 20            | 20            |
| Männer             |             |             |         |               |               |               |               |               |
| Carlos Nascimento  | 100 m       | 10,37 s     | 7       | ausgeschieden | ausgeschieden | ausgeschieden | ausgeschieden | ausgeschieden |
| Ricardo dos Santos | 400 m       | 46,83 s     | 7       | ausgeschieden | ausgeschieden | ausgeschieden | ausgeschieden | ausgeschieden |
| João Vieira        | 50 km Gehen | —           | —       | —             | —             | 3:51:28 h     | 5             | 5             |

 Springen und Werfen 
| Athleten             | Wettbewerb  | Qualifikation | Qualifikation | Finale        | Finale        | Rang   |
| Athleten             | Wettbewerb  | Weite/Höhe    | Rang          | Weite/Höhe    | Rang          | Rang   |
| -------------------- | ----------- | ------------- | ------------- | ------------- | ------------- | ------ |
| Frauen               |             |               |               |               |               |        |
| Patrícia Mamona      | Dreisprung  | 14,54 m       | 4             | 15,01 m       | 2             | Silber |
| Evelise Veiga        | Dreisprung  | 13,93 m       | 19            | ausgeschieden | ausgeschieden | 19     |
| Auriol Dongmo        | Kugelstoßen | 18,80 m       | 8             | 19,57 m       | 4             | 4      |
| Liliana Cá           | Diskuswurf  | 62,85 m       | 8             | 63,93 m       | 5             | 5      |
| Irina Rodrigues      | Diskuswurf  | 57,03 m       | 25            | ausgeschieden | ausgeschieden | 25     |
| Männer               |             |               |               |               |               |        |
| Pedro Pablo Pichardo | Dreisprung  | 17,71 m       | 1             | 17,98 m       | 1             | Gold   |
| Nelson Évora         | Dreisprung  | 15,39 m       | 27            | ausgeschieden | ausgeschieden | 27     |
| Tiago Pereira        | Dreisprung  | 16,71 m       | 16            | ausgeschieden | ausgeschieden | 16     |
| Francisco Belo       | Kugelstoßen | 20,58 m       | 16            | ausgeschieden | ausgeschieden | 16     |

### Radsport

#### Bahn
Omnium
| Athleten      | Wettbewerb | Scratch | Scratch | Temporennen | Temporennen | Ausscheidungs- fahren | Ausscheidungs- fahren | Punkte- fahren | Punkte- fahren | Punkte | Rang |
| Athleten      | Wettbewerb | Punkte  | Rang    | Zeit        | Rang        | Punkte                | Rang                  | Punkte         | Rang           | Punkte | Rang |
| ------------- | ---------- | ------- | ------- | ----------- | ----------- | --------------------- | --------------------- | -------------- | -------------- | ------ | ---- |
| Frauen        |            |         |         |             |             |                       |                       |                |                |        |      |
| Maria Martins | Omnium     | 6       | 30      | 8           | 26          | 5                     | 32                    | 5              | 7              | 95     | 7    |

#### Straße
| Athleten        | Wettbewerb       | Zeit         | Rang |
| --------------- | ---------------- | ------------ | ---- |
| Männer          |                  |              |      |
| João Almeida    | Straßenrennen    | 6:09:04 h    | 13   |
| Nélson Oliveira | Straßenrennen    | 6:15:38 h    | 41   |
| João Almeida    | Einzelzeitfahren | 58:33,97 min | 16   |
| Nélson Oliveira | Einzelzeitfahren | 58:59,22 min | 21   |

#### Mountainbike
| Athleten       | Wettbewerb    | Zeit      | Rang |
| -------------- | ------------- | --------- | ---- |
| Frauen         |               |           |      |
| Raquel Queirós | Cross-Country | 1:27:46 h | 27   |

### Reiten

#### Dressurreiten
| Maria Caetano mit Fenix de Tineo                                                          | Einzel     | 70,311 % | —      | ausgeschieden | 27 |
| João Miguel Torrão mit Equador                                                            | Einzel     | 70,186 % | —      | ausgeschieden | 29 |
| Rodrigo Torres mit Fogoso                                                                 | Einzel     | 72,624 % | —      | 78,943 %      | 16 |
| Maria Caetano mit Fenix de Tineo João Miguel Torrão mit Equador Rodrigo Torres mit Fogoso | Mannschaft | 6862,5   | 6965,5 | —             | 8  |

#### Springreiten
| Athleten                            | Wettbewerb | Strafpunkte      | Strafpunkte  | Rang |
| Athleten                            | Wettbewerb | 1. Qualifikation | Einzelfinale | Rang |
| ----------------------------------- | ---------- | ---------------- | ------------ | ---- |
| Luciana Diniz mit Vertigo du Desert | Einzel     | (0)              | (4)          | 10   |

### Rudern
| Athleten                 | Wettbewerb                  | Vorlauf     | Vorlauf | Vorlauf       | Hoffnungslauf | Hoffnungslauf | Hoffnungslauf | Halbfinale | Halbfinale | Halbfinale    | Finale      | Finale | Rang |
| Athleten                 | Wettbewerb                  | Zeit        | Platz   | Qualifikation | Zeit          | Platz         | Qualifikation | Zeit       | Platz      | Qualifikation | Zeit        | Platz  | Rang |
| ------------------------ | --------------------------- | ----------- | ------- | ------------- | ------------- | ------------- | ------------- | ---------- | ---------- | ------------- | ----------- | ------ | ---- |
| Männer                   |                             |             |         |               |               |               |               |            |            |               |             |        |      |
| Pedro Fraga Afonso Costa | Leichtgewichts-Doppelzweier | 6:44,09 min | 3       | Hoffnungslauf | 6:36,95 min   | 4             | Finale C      | –          | –          | –             | 6:24,44 min | 1      | 13   |

### Schießen
| Athleten     | Wettbewerb | Qualifikation   | Qualifikation | Halbfinale      | Halbfinale    | Finale          | Finale        | Ringe/ Scheiben | Rang |
| Athleten     | Wettbewerb | Ringe/ Scheiben | Rang          | Ringe/ Scheiben | Rang          | Ringe/ Scheiben | Rang          | Ringe/ Scheiben | Rang |
| ------------ | ---------- | --------------- | ------------- | --------------- | ------------- | --------------- | ------------- | --------------- | ---- |
| Männer       |            |                 |               |                 |               |                 |               |                 |      |
| João Azevedo | Trap       | 120             | 20            | ausgeschieden   | ausgeschieden | ausgeschieden   | ausgeschieden | 120             | 20   |

### Schwimmen
| Athleten         | Wettbewerb          | Vorlauf      | Vorlauf | Halbfinale    | Halbfinale    | Finale        | Finale        | Rang |
| Athleten         | Wettbewerb          | Zeit         | Rang    | Zeit          | Rang          | Zeit          | Rang          | Rang |
| ---------------- | ------------------- | ------------ | ------- | ------------- | ------------- | ------------- | ------------- | ---- |
| Frauen           |                     |              |         |               |               |               |               |      |
| Tamila Holub     | 800 m Freistil      | 8:40,04 min  | 25      | —             | —             | ausgeschieden | ausgeschieden | 25   |
| Diana Durães     | 1500 m Freistil     | 16:29,15 min | 23      | —             | —             | ausgeschieden | ausgeschieden | 23   |
| Tamila Holub     | 1500 m Freistil     | 16:25,16 min | 22      | —             | —             | ausgeschieden | ausgeschieden | 22   |
| Ana Montero      | 200 m Schmetterling | 2:11,45 min  | 14      | 2:09,82 min   | 11            | ausgeschieden | ausgeschieden | 11   |
| Angélica André   | 10 km Freiwasser    | —            | —       | —             | —             | 2:04:40,7 h   | 17            | 17   |
| Männer           |                     |              |         |               |               |               |               |      |
| José Paulo Lopes | 800 m Freistil      | 7:56,15 min  | 23      | —             | —             | ausgeschieden | ausgeschieden | 23   |
| Francisco Santos | 100 m Rücken        | 54,35 s      | 28      | ausgeschieden | ausgeschieden | ausgeschieden | ausgeschieden | 28   |
| Francisco Santos | 200 m Rücken        | 1:58,58 min  | 22      | ausgeschieden | ausgeschieden | ausgeschieden | ausgeschieden | 22   |
| Alexis Santos    | 200 m Lagen         | 1:59,32 min  | 28      | ausgeschieden | ausgeschieden | ausgeschieden | ausgeschieden | 28   |
| Gabriel Lopes    | 200 m Lagen         | 1:58,56 min  | 21      | ausgeschieden | ausgeschieden | ausgeschieden | ausgeschieden | 21   |
| José Paulo Lopes | 400 m Lagen         | 4:16,52 min  | 20      | —             | —             | ausgeschieden | ausgeschieden | 20   |
| Tiago Campos     | 10 km Freiwasser    | —            | —       | —             | —             | 1:59:42,0 h   | 23            | 23   |

### Segeln
| Athleten                | Wettbewerb   | Qualifikation | Qualifikation | Medal Race    | Medal Race    | Punkte | Rang |
| Athleten                | Wettbewerb   | Punkte        | Rang          | Punkte        | Rang          | Punkte | Rang |
| ----------------------- | ------------ | ------------- | ------------- | ------------- | ------------- | ------ | ---- |
| Frauen                  |              |               |               |               |               |        |      |
| Carolina João           | Laser Radial | 229           | 34            | ausgeschieden | ausgeschieden | 229    | 34   |
| Männer                  |              |               |               |               |               |        |      |
| Diogo Costa Pedro Costa | 470er        | 104           | 15            | ausgeschieden | ausgeschieden | 104    | 15   |
| Jorge Lima José Costa   | 49er         | 72            | 6             | 22            | 11            | 94     | 7    |

### Skateboard
| Athleten        | Wettbewerb | Qualifikation | Qualifikation | Finale | Finale | Rang |
| Athleten        | Wettbewerb | Punkte        | Rang          | Punkte | Rang   | Rang |
| --------------- | ---------- | ------------- | ------------- | ------ | ------ | ---- |
| Männer          |            |               |               |        |        |      |
| Gustavo Ribeiro | Street     | 32,66         | 8             | 15,05  | 8      | 8    |

### Surfen
| Athleten        | Wettbewerb | 1. Runde | 1. Runde | 2. Runde | 2. Runde | 3. Runde | 3. Runde   | Viertelfinale | Viertelfinale | Halbfinale    | Halbfinale    | Finale / Platz 3 | Finale / Platz 3 | Rang |
| Athleten        | Wettbewerb | Punkte   | Rang     | Punkte   | Rang     | Gegner   | Ergebnis   | Gegner        | Ergebnis      | Gegner        | Ergebnis      | Gegner           | Ergebnis         | Rang |
| --------------- | ---------- | -------- | -------- | -------- | -------- | -------- | ---------- | ------------- | ------------- | ------------- | ------------- | ---------------- | ---------------- | ---- |
| Frauen          |            |          |          |          |          |          |            |               |               |               |               |                  |                  |      |
| Teresa Bonvalot | Shortboard | 9,80     | 2        | Freilos  | Freilos  | S. Lima  | 7,50:12,17 | ausgeschieden | ausgeschieden | ausgeschieden | ausgeschieden | ausgeschieden    | ausgeschieden    | 9    |
| Yolanda Hopkins | Shortboard | 9,24     | 4        | 12,23    | 1        | J. Defay | 10,84:9,40 | B. Buitendag  | 5,46:9,50     | ausgeschieden | ausgeschieden | ausgeschieden    | ausgeschieden    | 5    |

### Taekwondo
| Athleten     | Wettbewerb       | Achtelfinale | Achtelfinale | Viertelfinale | Viertelfinale | Hoffnungsrunde Halbfinale | Hoffnungsrunde Halbfinale | Halbfinale    | Halbfinale    | Hoffnungsrunde Finale | Hoffnungsrunde Finale | Finale        | Finale        | Rang |
| Athleten     | Wettbewerb       | Gegner       | Ergebnis     | Gegner        | Ergebnis      | Gegner                    | Ergebnis                  | Gegner        | Ergebnis      | Gegner                | Ergebnis              | Gegner        | Ergebnis      | Rang |
| ------------ | ---------------- | ------------ | ------------ | ------------- | ------------- | ------------------------- | ------------------------- | ------------- | ------------- | --------------------- | --------------------- | ------------- | ------------- | ---- |
| Männer       |                  |              |              |               |               |                           |                           |               |               |                       |                       |               |               |      |
| Rui Bragança | Klasse bis 58 kg | J. Tortosa   | 9:24         | ausgeschieden | ausgeschieden | ausgeschieden             | ausgeschieden             | ausgeschieden | ausgeschieden | ausgeschieden         | ausgeschieden         | ausgeschieden | ausgeschieden | 11   |

### Tennis
| Athleten               | Wettbewerb | 1. Runde                    | 1. Runde       | 2. Runde      | 2. Runde      | Achtelfinale  | Achtelfinale  | Viertelfinale | Viertelfinale | Halbfinale    | Halbfinale    | Finale / Platz 3 | Finale / Platz 3 |
| Athleten               | Wettbewerb | Gegner                      | Ergebnis       | Gegner        | Ergebnis      | Gegner        | Ergebnis      | Gegner        | Ergebnis      | Gegner        | Ergebnis      | Gegner           | Ergebnis         |
| ---------------------- | ---------- | --------------------------- | -------------- | ------------- | ------------- | ------------- | ------------- | ------------- | ------------- | ------------- | ------------- | ---------------- | ---------------- |
| Männer                 |            |                             |                |               |               |               |               |               |               |               |               |                  |                  |
| Pedro Sousa            | Einzel     | A. Davidovich Fokina        | 3:6, 0:6       | ausgeschieden | ausgeschieden | ausgeschieden | ausgeschieden | ausgeschieden | ausgeschieden | ausgeschieden | ausgeschieden | ausgeschieden    | ausgeschieden    |
| João Sousa             | Einzel     | T. Macháč                   | 7:65, 4:6, 4:6 | ausgeschieden | ausgeschieden | ausgeschieden | ausgeschieden | ausgeschieden | ausgeschieden | ausgeschieden | ausgeschieden | ausgeschieden    | ausgeschieden    |
| João Sousa Pedro Sousa | Doppel     | B. McLachlan / K. Nishikori | 1:6, 4:6       | —             | —             | ausgeschieden | ausgeschieden | ausgeschieden | ausgeschieden | ausgeschieden | ausgeschieden | ausgeschieden    | ausgeschieden    |

### Tischtennis
| Athleten                                    | Wettbewerb | 1. Runde    | 1. Runde | 2. Runde     | 2. Runde | 3. Runde      | 3. Runde      | Achtelfinale  | Achtelfinale  | Viertelfinale | Viertelfinale | Halbfinale    | Halbfinale    | Finale/Platz 3 | Finale/Platz 3 | Rang |
| Athleten                                    | Wettbewerb | Gegner      | Erg.     | Gegner       | Erg.     | Gegner        | Erg.          | Gegner        | Erg.          | Gegner        | Erg.          | Gegner        | Erg.          | Gegner         | Erg.           | Rang |
| ------------------------------------------- | ---------- | ----------- | -------- | ------------ | -------- | ------------- | ------------- | ------------- | ------------- | ------------- | ------------- | ------------- | ------------- | -------------- | -------------- | ---- |
| Frauen                                      |            |             |          |              |          |               |               |               |               |               |               |               |               |                |                |      |
| Fu Yu                                       | Einzel     | —           | —        | S. Mukherjee | 4:0      | M. Itō        | 1:4           | ausgeschieden | ausgeschieden | ausgeschieden | ausgeschieden | ausgeschieden | ausgeschieden | ausgeschieden  | ausgeschieden  | 17   |
| Shao Jieni                                  | Einzel     | C. Källberg | 4:3      | Yu M.        | 0:4      | ausgeschieden | ausgeschieden | ausgeschieden | ausgeschieden | ausgeschieden | ausgeschieden | ausgeschieden | ausgeschieden | ausgeschieden  | ausgeschieden  | 33   |
| Männer                                      |            |             |          |              |          |               |               |               |               |               |               |               |               |                |                |      |
| Marcos Freitas                              | Einzel     | —           | —        | —            | —        | D. Habesohn   | 4:3           | Fan Z.        | 1:4           | ausgeschieden | ausgeschieden | ausgeschieden | ausgeschieden | ausgeschieden  | ausgeschieden  | 9    |
| Tiago Apolónia                              | Einzel     | O. Omotayo  | 4:0      | K. Sharath   | 2:4      | ausgeschieden | ausgeschieden | ausgeschieden | ausgeschieden | ausgeschieden | ausgeschieden | ausgeschieden | ausgeschieden | ausgeschieden  | ausgeschieden  | 33   |
| Marcos Freitas Tiago Apolónia João Monteiro | Mannschaft | —           | —        | —            | —        | —             | —             | Deutschland   | 0:3           | ausgeschieden | ausgeschieden | ausgeschieden | ausgeschieden | ausgeschieden  | ausgeschieden  | 9    |

### Triathlon
| Athleten          | Wettbewerb | Zeit      | Rang |
| ----------------- | ---------- | --------- | ---- |
| Frauen            |            |           |      |
| Melanie Santos    | Einzel     | 2:02:06 h | 22   |
| Männer            |            |           |      |
| João Pedro Silva  | Einzel     | 1:47:30 h | 23   |
| João José Pereira | Einzel     | 1:48:03 h | 27   |

### Turnen

#### Gerätturnen
| Athleten           | Wettbewerb       | Qualifikation | Qualifikation | Finale        | Finale        | Rang |
| Athleten           | Wettbewerb       | Punkte        | Rang          | Punkte        | Rang          | Rang |
| ------------------ | ---------------- | ------------- | ------------- | ------------- | ------------- | ---- |
| Frauen             |                  |               |               |               |               |      |
| Ana Filipa Martins | Boden            | 12,666        | 46            | ausgeschieden | ausgeschieden | 46   |
| Ana Filipa Martins | Schwebebalken    | 11,866        | 69            | ausgeschieden | ausgeschieden | 69   |
| Ana Filipa Martins | Stufenbarren     | 14,300        | 17            | ausgeschieden | ausgeschieden | 17   |
| Ana Filipa Martins | Mehrkampf Einzel | 52,298        | 43            | ausgeschieden | ausgeschieden | 43   |

#### Trampolinturnen
| Athleten    | Wettbewerb | Qualifikation | Qualifikation | Finale        | Finale        | Rang |
| Athleten    | Wettbewerb | Punkte        | Rang          | Punkte        | Rang          | Rang |
| ----------- | ---------- | ------------- | ------------- | ------------- | ------------- | ---- |
| Männer      |            |               |               |               |               |      |
| Diogo Abreu | Einzel     | 93,420        | 11            | ausgeschieden | ausgeschieden | 11   |